# والت أليوت
والت أليوت هو سياسي كندي، ولد في 17 أكتوبر 1933 في كندا. حزبياً، نشط في الحزب الليبرالي في أونتاريو ‏. وقد انتخب عضو برلمان مقاطعة أونتاريو.